# ديفن وايت
ديفن وايت (بالإنجليزية: Devin White)‏ هو لاعب كرة قدم أمريكية أمريكي، ولد في 17 فبراير 1998 في سبرينغهيل في الولايات المتحدة.

## وصلات خارجية
- ديفن وايت على موقع إي إس بي إن.كوم (أن.أف.أل)3
- ديفن وايت على موقع مرجع كرة القدم المحترفة.كوم (الإنجليزية)
- ديفن وايت على موقع كلية كرة القدم في سبورتس رفرنس.كوم (الإنجليزية)